# Pell artificial
La pell artificial és pell biofabricada al laboratori. La finalitat principal és l'ús en persones que han patit una ferida de trauma a la pell, com grans cremats (cremats crítics) o que pateixen malalties dermatològiques, entre d'altres.

## Antecedents
La pell és l'òrgan més gran del cos humà. Es compon de 3 capes: l'epidermis, la dermis i una capa de greix anomenada hipodermis. L'epidermis és la capa externa de la pell que, a més de contenir els fluids vitals en el cos, manté els bacteris nocius fora de l'organisme. La dermis és la capa interna després de l'epidermis, on es troben els vasos sanguinis, nervis, bulb pilós que suporta la tija del pèl, i glàndules sudorípares i sebàcies. Un dany greu a grans àrees de la pell exposa l'organisme humà a la deshidratació I també a infeccions que poden resultar fatals.
El mètode tradicional per tractar una pèrdua gran de pell és utilitzat empelts de pell de la mateixa persona (autoempelts) o d'un donant. El primer enfocament té l'inconvenient que potser no hi ha prou pell disponible, mentre que el segon pateix la possibilitat de rebuig; el risco de contraure una infecció és sempre present.
Un procés per induir la regeneració de la pell va ser inventat pel Dr. Ioannis V. Yannas (llavors professor ajudant de la Divisió de Fibres i Polímers, Departament d'Enginyeria Mecànica, a l'Institut de Tecnologia de Massachusetts) i el Dr. John F. Burke (llavors cap de personal del Shriners Burns Institute de Boston, Massachusetts). El seu objectiu inicial era descobrir una coberta per ferides greus de pell que les protegís de la infecció accelerant el seu tancament. Es van preparar i provar diversos tipus d'empelts fabricats amb polímers sintètics i naturals. Es considera doncs a Yannas i Burke els inventors de la pell sintética. Als anys 60, van dissenyar un polímer amb fibres de col·làgen i molècules de sucre, el qual va generar un petit porus. A l'implementar-lo sobre la ferida, les cèl·lules de la pell al seu voltant van accelerar el seu procés de curació. També van crear una pell feta de cartílag i cuir de tauró. Quan la pell s'asseca i s'esterilitza, aquesta pot transformar-se en una membrana molt prima en la qual les substàncies poden passar com si fos la dermis original. En aquella moments la silicona era usada com una capa externa protectora que representava a l'epidermis, protegint a la nova dermis i als fluids interns del cos. No obstant això, aquesta epidermis encara que permetia el creixement dels vasos sanguinis, no permetia el creixement de pèl ni la producció de suor.
A finals dels setanta investigadors mèdics van començar a experimentar amb empelts de pell artificial que podrien implementar-se de manera permanent a pacients que no tinguessin una altra opció. En lloc de funcionar com pell sana, aquesta pell artificial "enganya" a les veritables cèl·lules de la pell perquè creixin una nova dermis que pugui reemplaçar la dermis malmesa.
El 1981 Burke i Yannas van demostrar que la seva pell artificial funcionava en pacients amb cremades del 50 al 90%, millorant enormement les possibilitats de recuperació i la qualitat de vida improvisada.
Es van concedir diverses patents al MIT per a la creació d'empelts basats en col·lagen que poden induir la regeneració de la dermis. Aquestes patents van ser traduïdes posteriorment en un producte comercial (Integra™) per Integra LifeSciences Corp., una empresa fundada el 1993. Els empelts Integra™ van rebre l'aprovació de l'FDA el 1996 i des de llavors s'estan aplicant a tot el món per tractar pacients que necessiten pell nova per tractar cremades massives, aquelles que se sotmeten a cirurgia plàstica de la pell i pacients amb ferides cròniques de la pell, així com altres que pateixen certes formes de càncer de pell. A la pràctica clínica, es col·loca una fina làmina d'empelt fabricada a partir del una matriu activa de col·lagen al lloc de la lesió, que després es cobreix amb una làmina fina d'elastòmer de silicona que protegeix el lloc de la ferida de la infecció bacteriana i la deshidratació. L'empelt es pot sembrar amb cèl·lules autòlogues (queratinòcits) per tal d'accelerar el tancament de la ferida, però no és necessària la presència d'aquestes cèl·lules per regenerar la dermis. L'empelt de ferides cutànies amb Integra™ condueix a la síntesi de dermis vascularitzada i innervada normal de nou, seguida de reepitelització i formació d'epidermis. Tot i que les primeres versions de la matriu no eren capaces de regenerar els fol·licles pilosos i les glàndules sudorípares, els desenvolupaments posteriors de S.T Boyce i companys de feina van conduir a la solució d'aquest problema.
Els estudis amb ferides cutànies s’han estès als nervis perifèrics transeccionats i l'evidència combinada dona suport a un mecanisme de regeneració comú per a la pell i els nervis perifèrics que utilitzen aquests empelts.

## Investigacions
S’està investigant contínuament sobre la pell artificial per mirar d'accelerar la curació i minimitzar les cicatrius.
Hanna Wendt i un equip dels seus col·legues del Departament de Cirurgia Plàstica, Mà i Reconstructiva de la Facultat de Medicina de Hannover, Alemanya, han trobat un mètode per crear pell artificial amb seda d'aranya. Els materials de col·lagen no semblen prou resistents i per aquesta raó, Wendt i el seu equip van recórrer a la seda d'aranya, que se sap que és cinc vegades més forta que el Kevlar. La seda es recol·lecta "munyint" les glàndules de seda de les aranyes de tela de globus daurat. La seda s’enrotlla a mesura que es collida, i després es teixeix en un marc d'acer rectangular. El marc d'acer té un gruix de 0,7 mm i el teixit resultant és fàcil de manipular o esterilitzar. Les cèl·lules de la pell humana s'afegeixen a la seda de malla i es va trobar que florien en un entorn que aportava nutrients, calor i aire. Tanmateix, en aquest moment, l'ús de seda d'aranya per fer créixer la pell artificial en grans quantitats no és pràctic a causa del tediós procés de collir la seda d'aranya.
Actualment els esforços se centren en produir pell artificial de manera més ràpida i eficient. Investigadors Australians treballen en produir una pell produïda que tindria un mil·límetre de gruix i només s’utilitzaria per reconstruir l'epidermis. També poden fer la pell de 1,5 centímetres de gruix, cosa que permetria que la dermis es reparés si calgués. El procés requerir medul·la òssia d'una donació o del cos del pacient. La medul·la òssia s'utilitzaria com a "llavor" i es col·locaria als empelts per imitar la dermis. S'ha provat en animals i s'ha demostrat que funciona.

## Altres aplicacions
Una altra forma de pell artificial s'ha creat a partir de materials semiconductors flexibles que poden detectar el tacte per a aquelles persones amb membres protètics. Es preveu que la pell artificial augmenti la robòtica en la realització de treballs rudimentaris que es considerarien delicats i que requereixen un "tacte" sensible. Els científics van trobar que aplicant una capa de goma amb dos elèctrodes paral·lels que emmagatzemaven càrregues elèctriques a l'interior de la pell artificial, es podrien detectar petites quantitats de pressió. Quan s’exerceix pressió, es canvia la càrrega elèctrica del cautxú i els elèctrodes detecten el canvi. Tot i això, la pel·lícula és tan petita que quan s’aplica pressió sobre la pell, les molècules no tenen on moure’s i s’enreden. Les molècules tampoc tornen a la seva forma original quan s'elimina la pressió.
Un recent desenvolupament de la tècnica de la pell sintètica s’ha fet mitjançant la transmissió de propietats que canvien el color a la fina capa de silici amb l'ajut de crestes artificials que reflecteixen una longitud d'ona de llum molt específica. Afinant els espais entre aquestes crestes, es pot controlar el color que la pell reflectirà. Aquesta tecnologia es pot utilitzar en camuflatges i sensors de canvi de color que poden detectar defectes imperceptibles en edificis, ponts i avions.

## Impressores 3D
La Universitat Carlos III de Madrid, el Centre d'Investigacions Energètiques, Ambientals i Tecnològiques, l'Hospital General Universitari Gregorio Marañón i el Grup BioDan van crear una bioimpressora 3D capaç de crear pell humana que funcioni exactament com fa la pell real.